# Kärla (Saaremaa)
Koordinaten: 58° 20′ N, 22° 15′ O

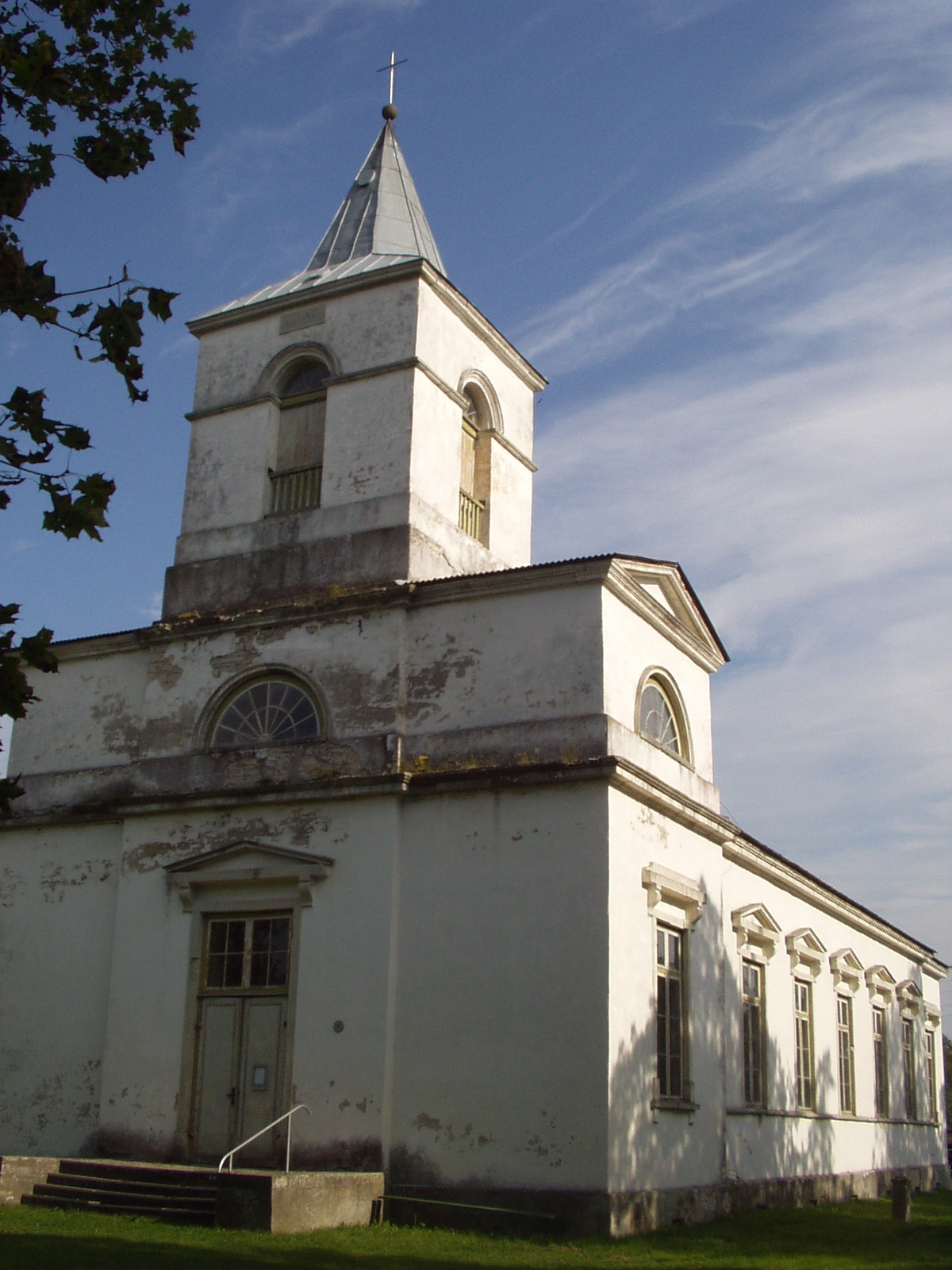
Kirche

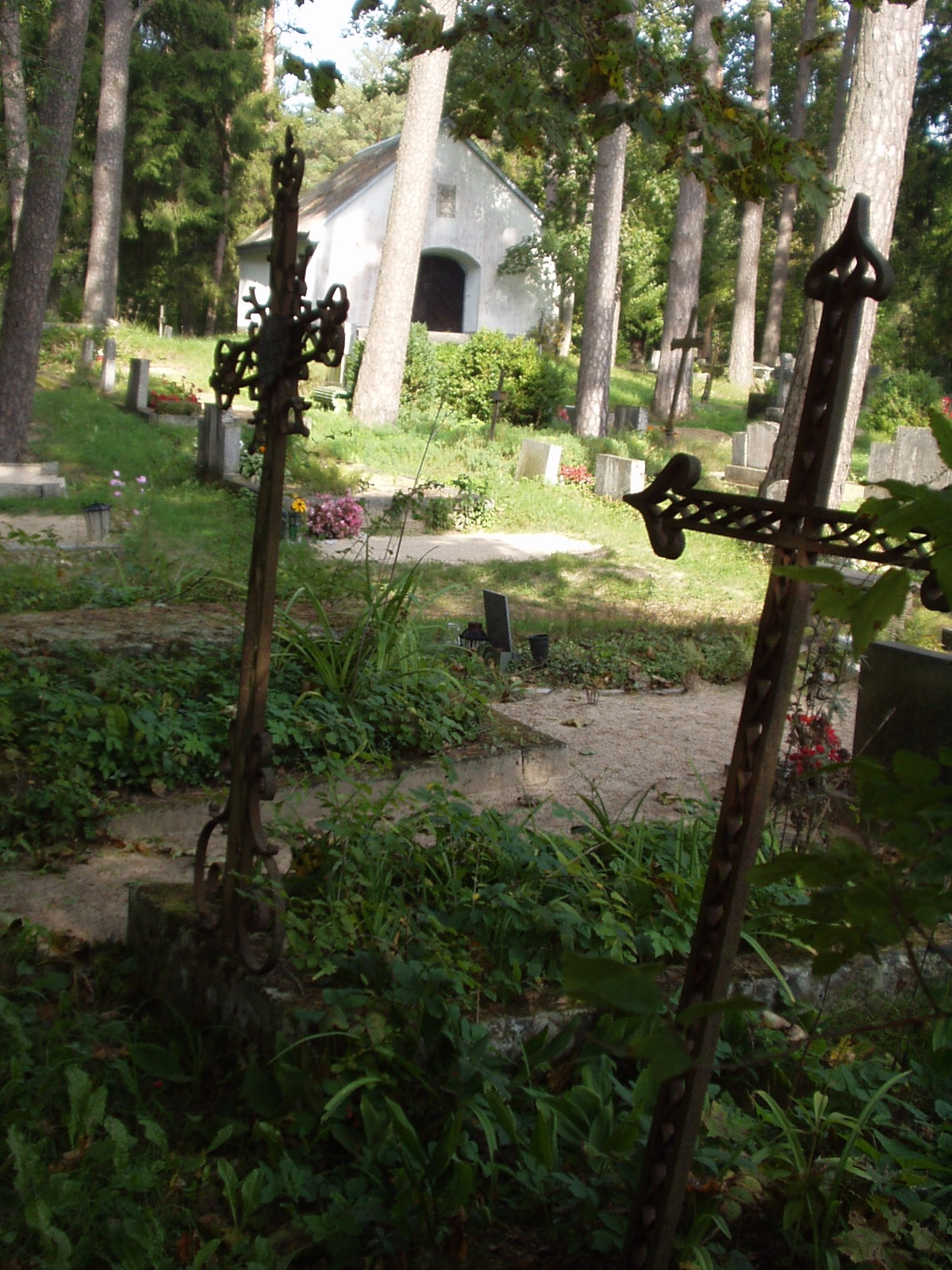
Friedhof

Kärla (deutsch Kergel) ist ein Dorf (estnisch alevik) auf der größten estnischen Insel Saaremaa. Es gehört zur Landgemeinde Saaremaa (bis 2017: Landgemeinde Lääne-Saare) im Kreis Saare.

## Einwohnerschaft, Lage, Infrastruktur
Der Ort liegt 20 Kilometer nordwestlich der Inselhauptstadt Kuressaare am gleichnamigen Fluss, dem Kärla jõgi.
Das Dorf hat 829 Einwohner (Stand 1. Januar 2016). Etwa vierhundert von ihnen sind Bewohner der beiden Pflegeheime von Sõmera und Kogula, die sich verwaltungsmäßig auf dem Gebiet von Kärla befinden.
In Kärla gibt es eine 1824 gegründete Grundschule, eine Bücherei und Volkshaus und eine Musikschule.

## Kirchen
Anfang des 14. Jahrhunderts wurde das eigenständige Kirchspiel Kärla (Kergel) vom Kirchspiel Kaarma (Karmel) abgeteilt. Im Mittelalter soll in der Gegend ein Nonnenkloster bestanden haben.
Die St.-Marien-Magdalenen-Kirche wurde 1313 aus Stein erbaut. Im Jahr 1556 wurde das Gotteshaus durch ein Großfeuer stark beschädigt. Die Überreste wurden wegen Einsturzgefahr 1842 abgetragen. Erhalten blieb zunächst der 1614 erbaute freistehende Glockenturm. Er wurde im Sommer 1941 von der Roten Armee zerstört.
1843 wurde die neue, einschiffige evangelisch-lutherische Kirche im Stil des Klassizismus eingeweiht. Die Pläne stammten von dem Architekten Heinrich Löwener. Später wurde der Sakralbau um einen viereckigen neogotischen Turm ergänzt. Die beiden Glocken datieren von 1705 und 1794.
Zur Inneneinrichtung gehören wertvolle Arbeiten der Renaissance. Dazu zählt das Epitaph des 1575 verstorbenen Gutsherrn von Paadla, Otto von Buxhoeveden. Es stammt vermutlich von 1591 und wird dem in Lübeck tätigen Bildschnitzer Tönnies Evers (d. J.) zugeschrieben. 1637 wurde das Epitaph von Balthasar Raschki renoviert. Es stellt die trauernde Jungfrau Maria, Maria Magdalena und den Apostel Johannes dar.
An die Kirche schließt sich ein 4,4 Hektar großer Park an.